# Capeneriana tenuicornis
Capeneriana tenuicornis är en insektsart som beskrevs av Boulard 1976. Capeneriana tenuicornis ingår i släktet Capeneriana och familjen hornstritar. Inga underarter finns listade i Catalogue of Life.